# Andreina
Andreina is een geslacht van eenoogkreeftjes uit de familie van de Chondracanthidae. De wetenschappelijke naam is voor het eerst geldig gepubliceerd in 1939 door Brian.

## Soorten
- Andreina synapturae Brian, 1939